# Quạt điện

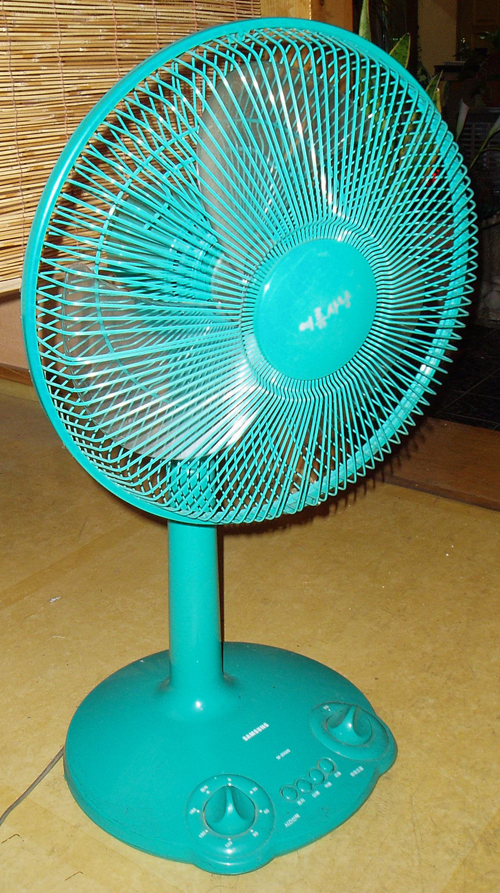
Một chiếc quạt điện dân dụng

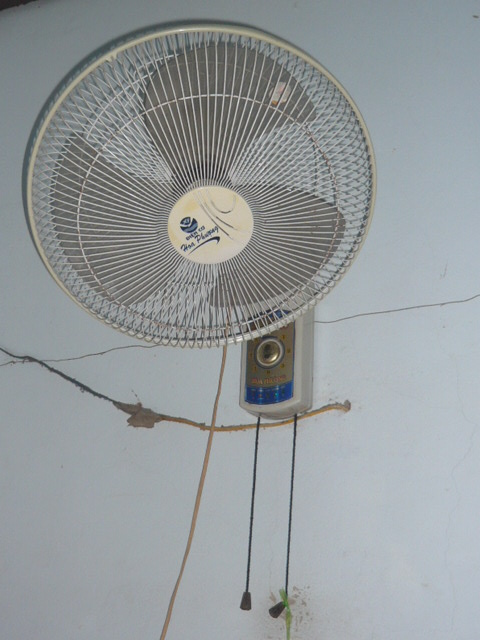
Quạt điện treo tường dân dụng

Quạt điện hay quạt máy là một thiết bị dẫn động bằng điện được dùng để tạo ra các luồng gió nhằm phục vụ lợi ích cho con người (nhất là giảm sức nóng của cơ thể, hạ nhiệt, giúp con người cảm thấy mát, thoải mái), thông gió, thoát khí, làm mát, hoặc bất kỳ tác động liên quan đến không khí trong môi trường sống.
Khi hoạt động, quạt điện gồm các cánh quạt xoay nhanh tạo ra các dòng khí. Các nhà sản xuất thiết kế mỗi quạt điện có nhiều mức độ quay khác nhau từ mức cao nhất đến mức thấp nhất. Nguyên lý hoạt động của quạt điện được tận dụng rất nhiều trong đời thường, chẳng hạn như phong tốc kế (thiết bị đo gió) và tua bin gió thường được thiết kế tương tự như quạt điện.
Một số ứng dụng tiêu biểu nhất bao gồm điều hòa không khí, hệ thống giảm nhiệt độ, tiện ích của con người (như quạt bàn điện), thông gió (như quạt hút thải khí), sàng lọc (như dùng để tách các hạt ngũ cốc), loại bỏ bụi (như máy hút bụi). Con người thường dùng quạt điện để làm khô quần áo, tóc, khăn tắm,...

## Lịch sử

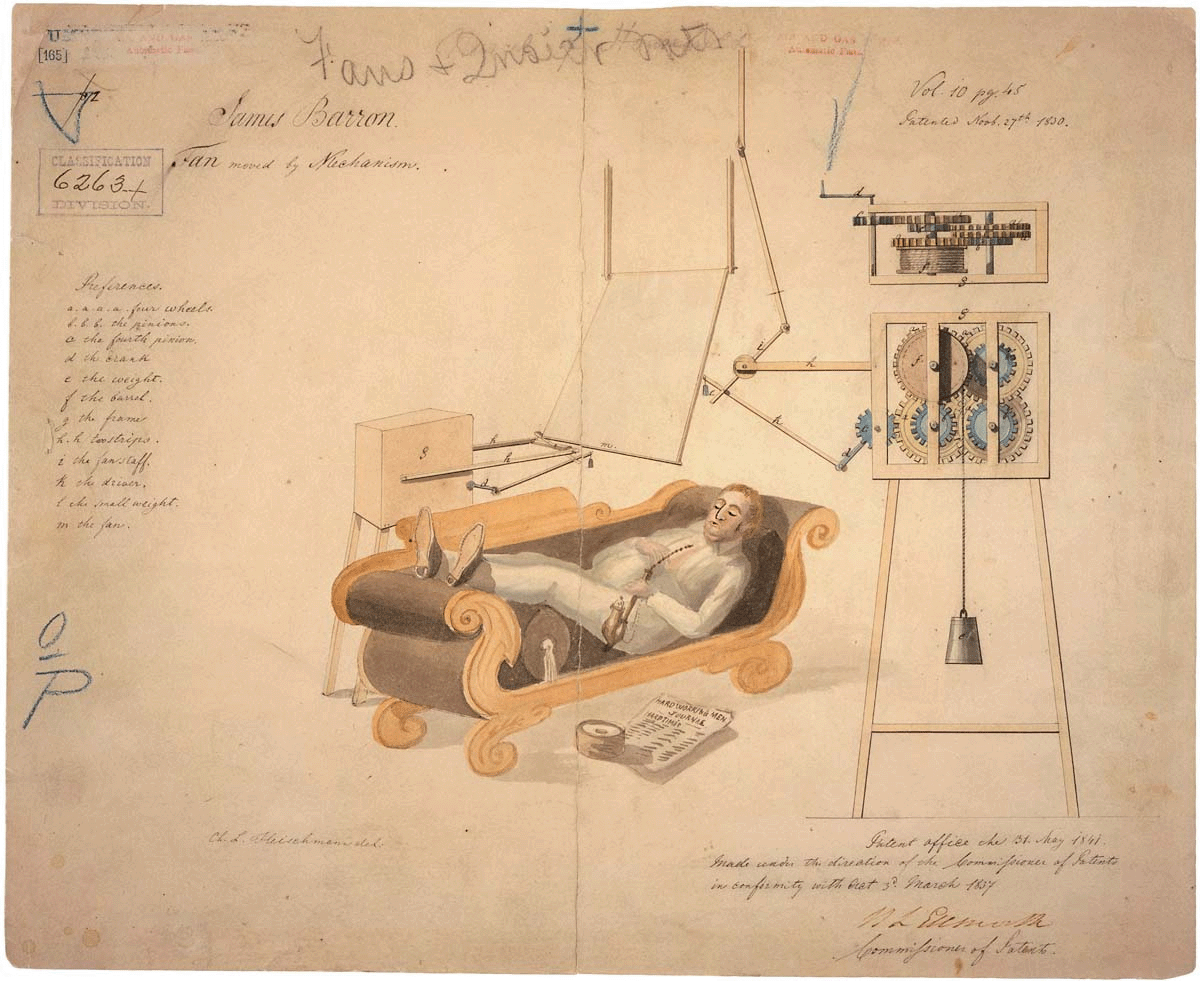
Bản vẽ bằng sáng chế cho Quạt Chuyển động bằng Cơ khí, ngày 27 tháng 11 năm 1830

Punkah (hay còn gọi là quạt) đã được sử dụng ở Ấn Độ khoảng 500 trước công nguyên. Đó là một chiếc quạt cầm tay được làm từ các dải tre hoặc sợi cây khác, có thể quay hoặc quạt để tạo luồng không khí. Trong thời kỳ cai trị của Anh, thuật ngữ này đã được người Anh-Ấn sử dụng để chỉ một chiếc quạt phẳng lớn treo trên trần nhà, có thể di chuyển đi lại và được cố định vào trần nhà, được kéo bởi một người hầu gọi là punkawallah.
Để làm mát không khí, vào thời nhà Hán (khoảng năm 180 sau Công nguyên), nghệ nhân và kỹ sư Ding Huan đã phát minh ra một chiếc quạt có thể quay bằng tay, gồm bảy bánh xe có đường kính 3 mét (10 feet). Sau đó, vào thời nhà Đường (618-907), người Trung Quốc đã sử dụng năng lượng từ nước để quay các bánh quạt và làm mát không khí. Quạt quay trở nên phổ biến hơn trong thời nhà Tống (960-1279).
Vào thế kỷ 17, các nhà khoa học như Otto von Guericke, Robert Hooke và Robert Boyle đã thực hiện các thí nghiệm để tìm hiểu về chân không và luồng không khí. Trong khi đó, kiến trúc sư người Anh Sir Christopher Wren đã áp dụng một hệ thống thông gió trong Tòa nhà Quốc hội bằng cách sử dụng ống thổi để làm lưu thông không khí. Thiết kế này của Wren đã trở thành nguồn cảm hứng cho sự cải tiến và đổi mới trong tương lai. Trong thế kỷ 16, chiếc quạt quay đầu tiên được sử dụng ở châu Âu là để thông gió trong các mỏ, như được minh họa trong công trình của Georg Agricola (1494-1555).
Vào năm 1727, John Theophilus Desaguliers, một kỹ sư người Anh, đã chứng minh thành công việc sử dụng hệ thống quạt để hút không khí ô nhiễm ra khỏi các mỏ than. Ngay sau đó, ông cũng lắp đặt một thiết bị tương tự trong Tòa nhà Quốc hội Việc thông gió hiệu quả đặc biệt quan trọng trong các mỏ than để giảm thiểu nguy cơ ngạt thở cho công nhân làm việc. Kỹ sư xây dựng John Smeaton, và sau đó là John Buddle, đã cài đặt các máy bơm không khí piston trong các mỏ than ở miền Bắc nước Anh. Tuy nhiên, cách sắp xếp này không lý tưởng vì máy móc dễ bị hỏng.

### Hơi nước
Vào năm 1849, một chiếc quạt hơi nước, do William Brunton thiết kế, được đưa vào hoạt động tại Xưởng đúc Gelly Gaer ở Nam Wales. Chiếc quạt này có đường kính 6 mét và nổi bật trong Triển lãm năm 1851. Trong cùng năm đó, David Boswell Reid, một bác sĩ người Scotland, đã lắp đặt bốn chiếc quạt chạy bằng hơi nước trên trần Bệnh viện St George ở Liverpool. Những quạt này tạo áp suất để thổi không khí lên và thông qua các lỗ thông hơi trên trần nhà. Trong quá trình này, các kỹ sư như James Nasmyth, Theophile Guibal từ Pháp và JR Waddle đã tiến hành các cải tiến công nghệ 

### Điện

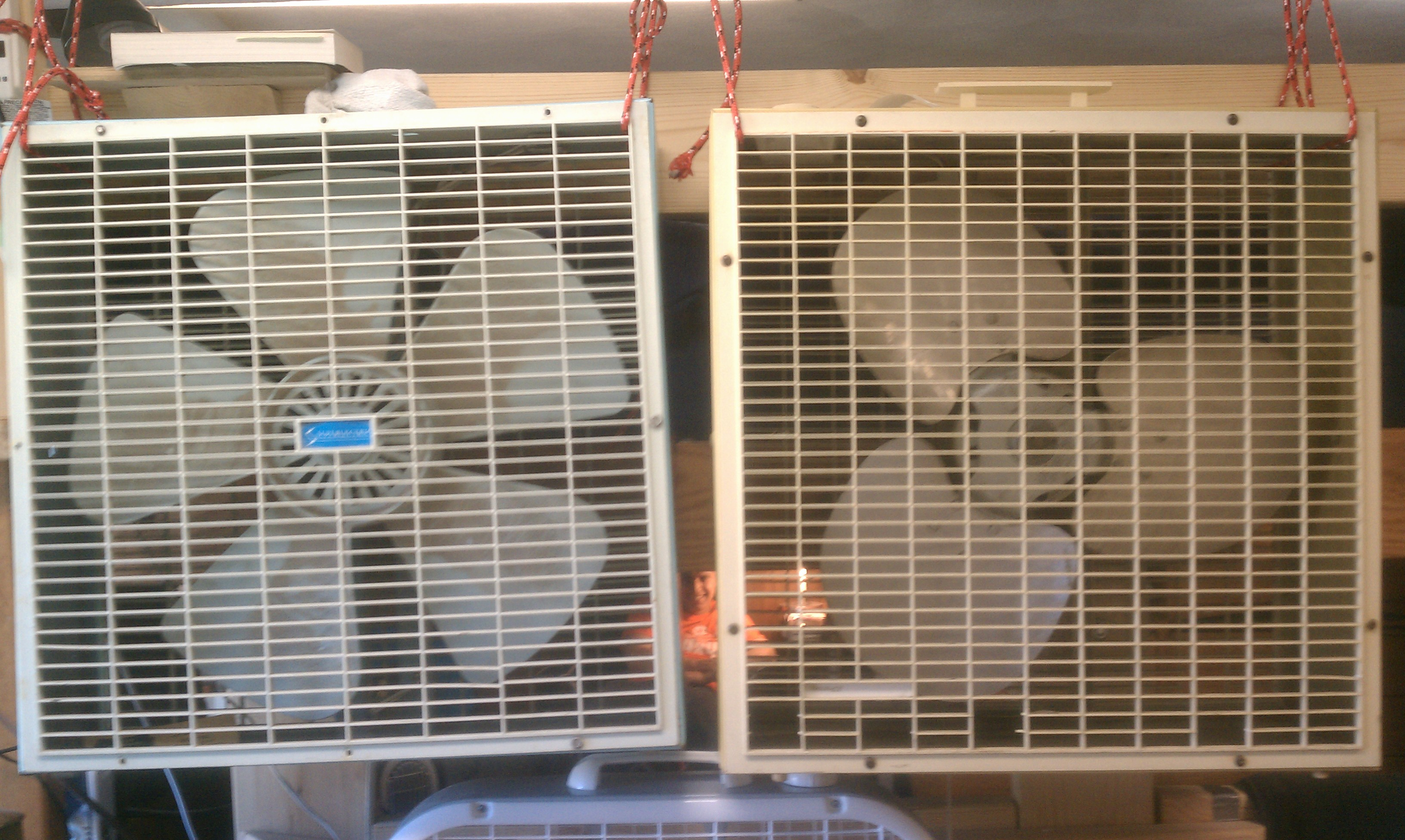
Two c. 1980 box fans

Trong khoảng thời gian từ năm 1882 đến 1886, Schuyler Wheeler đã phát minh ra một chiếc quạt chạy bằng điện. Đây là một bước tiến lớn trong công nghệ quạt. Quạt điện này đã được công ty động cơ điện Crocker & Curtis ở Mỹ tiếp thị thương mại. Vào năm 1885, một loại quạt điện trực tiếp dùng cho bàn làm việc đã được công ty Stout, Meadowcraft & Co. ở New York bán trên thị trường.
Năm 1882, Philip Diehl phát triển chiếc quạt trần chạy bằng điện đầu tiên trên thế giới, đánh dấu một bước tiến quan trọng trong công nghệ quạt. Trước đó, trong thời kỳ đổi mới mạnh mẽ, quạt chạy bằng cồn, dầu hoặc dầu hỏa rất phổ biến vào đầu thế kỷ 20. Nhưng từ năm 1909, KDK của Nhật Bản đã trở thành tiên phong trong việc phát minh và sản xuất quạt điện hàng loạt để sử dụng trong gia đình. Đến những năm 1920, sự tiến bộ trong ngành công nghiệp cho phép sản xuất hàng loạt các loại quạt thép với nhiều hình dạng khác nhau, làm giảm giá thành và giúp nhiều người dùng có khả năng mua quạt hơn. Vào những năm 1930, Emerson đã thiết kế chiếc quạt trang trí nghệ thuật đầu tiên có tên "Silver Swan". Đến những năm 1940, Crompton Greaves của Ấn Độ trở thành nhà sản xuất quạt trần điện lớn nhất thế giới, chủ yếu cung cấp cho thị trường trong nước, Châu Á và Trung Đông. Vào những năm 1950, các chiếc quạt bàn và quạt đứng được sản xuất với các màu sắc tươi sáng và hấp dẫn.
Trong những năm 1960, sự xuất hiện của cửa sổ và hệ thống điều hòa không khí trung tâm đã khiến nhiều công ty ngừng sản xuất quạt. Tuy nhiên, vào giữa những năm 1970, nhận thức về chi phí điện và lượng năng lượng tiêu thụ để sưởi ấm và làm mát nhà càng tăng, những chiếc quạt trần theo phong cách thế kỷ trở nên rất phổ biến. Chúng không chỉ làm đẹp cho không gian sống mà còn tiết kiệm năng lượng.
Năm 1998, William Fairbank và Walter K. Boyd đã phát minh ra loại quạt trần tốc độ thấp (HVLS - High Volume Low Speed), được thiết kế để giảm tiêu thụ năng lượng. Đặc điểm của loại quạt này là sử dụng các cánh quạt dài, quay ở tốc độ thấp để di chuyển một lượng không khí lớn. Nhờ thiết kế đặc biệt này, quạt HVLS có khả năng tạo ra luồng không khí rộng và êm dịu, mang lại hiệu quả làm mát và thông gió trong các không gian lớn.

## Cơ chế làm mát
Dòng điện chạy vào động cơ của quạt máy, sẽ làm cánh quạt quay đẩy ra các luồng khí đến người sử dụng. Khi không có gió mà cơ thể con người luôn tỏa ra nhiệt để ổn định cơ thể nên sẽ khiến cho không khí xung quanh nóng lên làm cho ta thấy oi bức nên đổ mồ hôi. Khi bật quạt, các cánh quạt sẽ quay tạo ra luồng gió có tác dụng làm bay hơi mồ hôi, tạo ra một lớp không khí lạnh xung quanh cơ thể. Vì vậy, người sử dụng sẽ thấy mát. Trên thực tế, chỉ có con người và sinh vật có cảm giác mới thấy mát khi có gió, còn nhiệt độ môi trường thực tế không giảm đi.

## Chiếc quạt điện đầu tiên
Chiếc quạt điện đầu tiên ra đời vào năm 1832 và một trong những người tạo ra nó là Omar-Rajeen Jumala. Ông đặt tên cho chiếc quạt của mình là quạt máy ly tâm. Chiếc quạt điện đầu tiên 2 cánh được sản xuất bởi công ty Động cơ điện Croker and Curtis (C&C Company). Những cánh quạt ban đầu thường được làm bằng vải kiểu như cối xay gió. Quạt máy gồm các phần chính: thân quạt có gắn bộ công tắc điều chỉnh tốc độ, lồng quạt, cánh quat, mô-tơ quạt và bộ chuyển hướng. Một số quạt có thêm các bộ phận phụ để trang trí như đèn, đồng hồ,....

## Phân loại

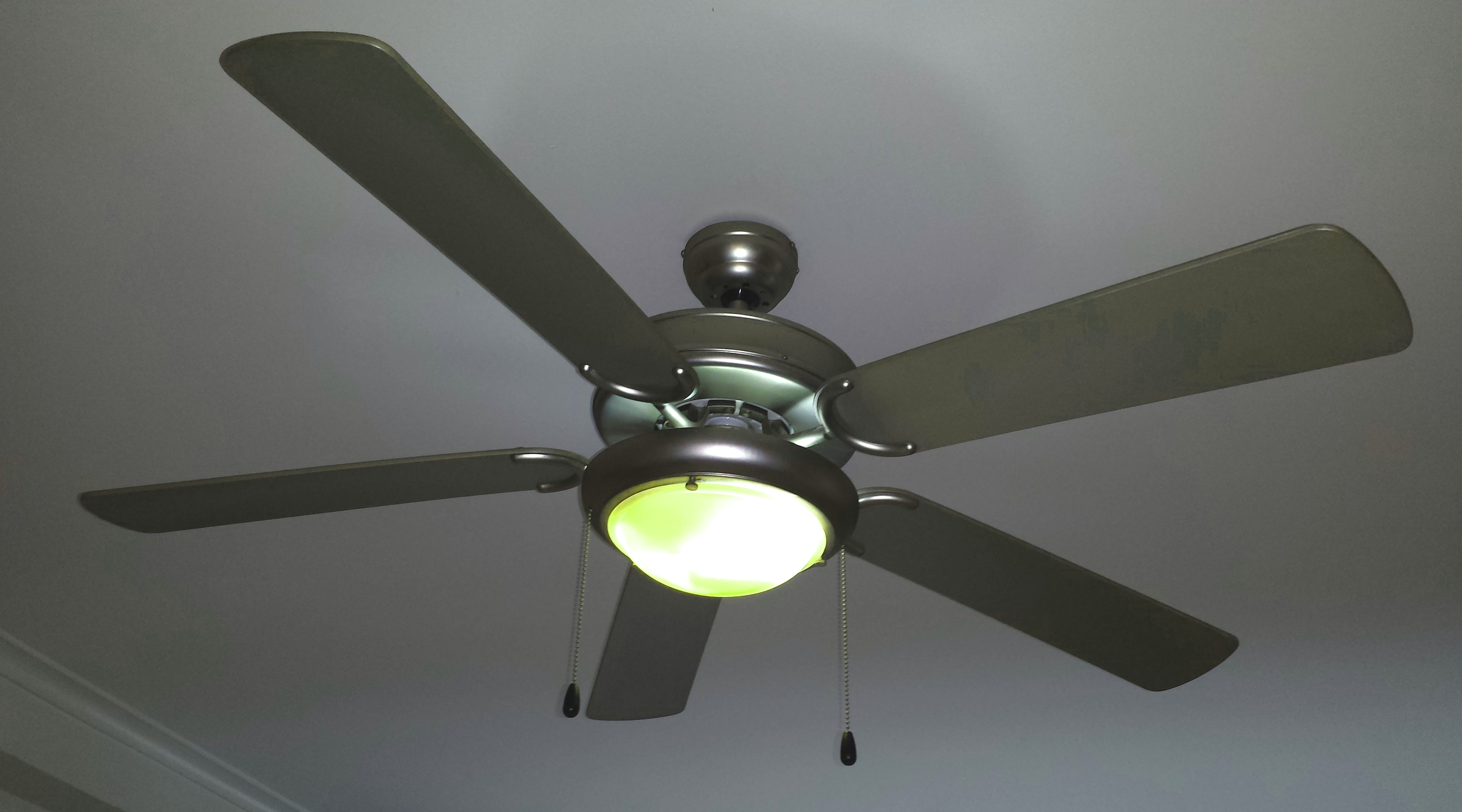
Ceiling fan with a lamp

Quạt lưỡi quay cơ học được tạo thành từ nhiều kiểu dáng khác nhau và được sử dụng ở nhiều vị trí khác nhau. Chúng có thể đặt trên sàn nhà, bàn làm việc hoặc treo trên trần (quạt trần). Ngoài ra, chúng cũng có thể được lắp đặt trên cửa sổ, tường, mái nhà, ống khói và nhiều nơi khác. Các hệ thống điện tử như máy tính thường đi kèm với quạt để làm mát các mạch điện bên trong. Trong các thiết bị như máy sấy tóc, máy sưởi di động và máy sưởi gắn tường/lắp đặt, quạt cũng được sử dụng để tạo luồng không khí. Ngoài ra, quạt còn được sử dụng trong hệ thống điều hòa không khí và trong động cơ ô tô, nơi chúng được truyền động bằng dây đai hoặc động cơ trực tiếp. Quạt giúp tạo sự thoải mái bằng cách tăng hiệu suất truyền nhiệt, nhưng không làm giảm trực tiếp nhiệt độ. Ngoài ra, quạt cũng được sử dụng để làm mát các thiết bị điện hoặc làm mát trực tiếp động cơ hoặc máy móc khác bằng cách đẩy không khí nóng ra khỏi máy và đưa vào môi trường mát hơn bên ngoài.
Có ba loại quạt chính được sử dụng để di chuyển không khí: quạt hướng trục, quạt ly tâm (hay còn gọi là quạt hướng tâm) và quạt dòng chảy ngang (hay còn gọi là quạt tiếp tuyến). Hiệp hội kỹ sư cơ khí Hoa Kỳ (ASME) cung cấp một hệ thống kiểm tra hiệu suất quạt chuẩn (PTC-11) để thực hiện và báo cáo các kết quả kiểm tra quạt. Hệ thống này bao gồm các quy trình tiêu chuẩn cho việc thử nghiệm quạt dòng chảy ngang, quạt hướng trục và quạt hỗn hợp.

### Hướng trục

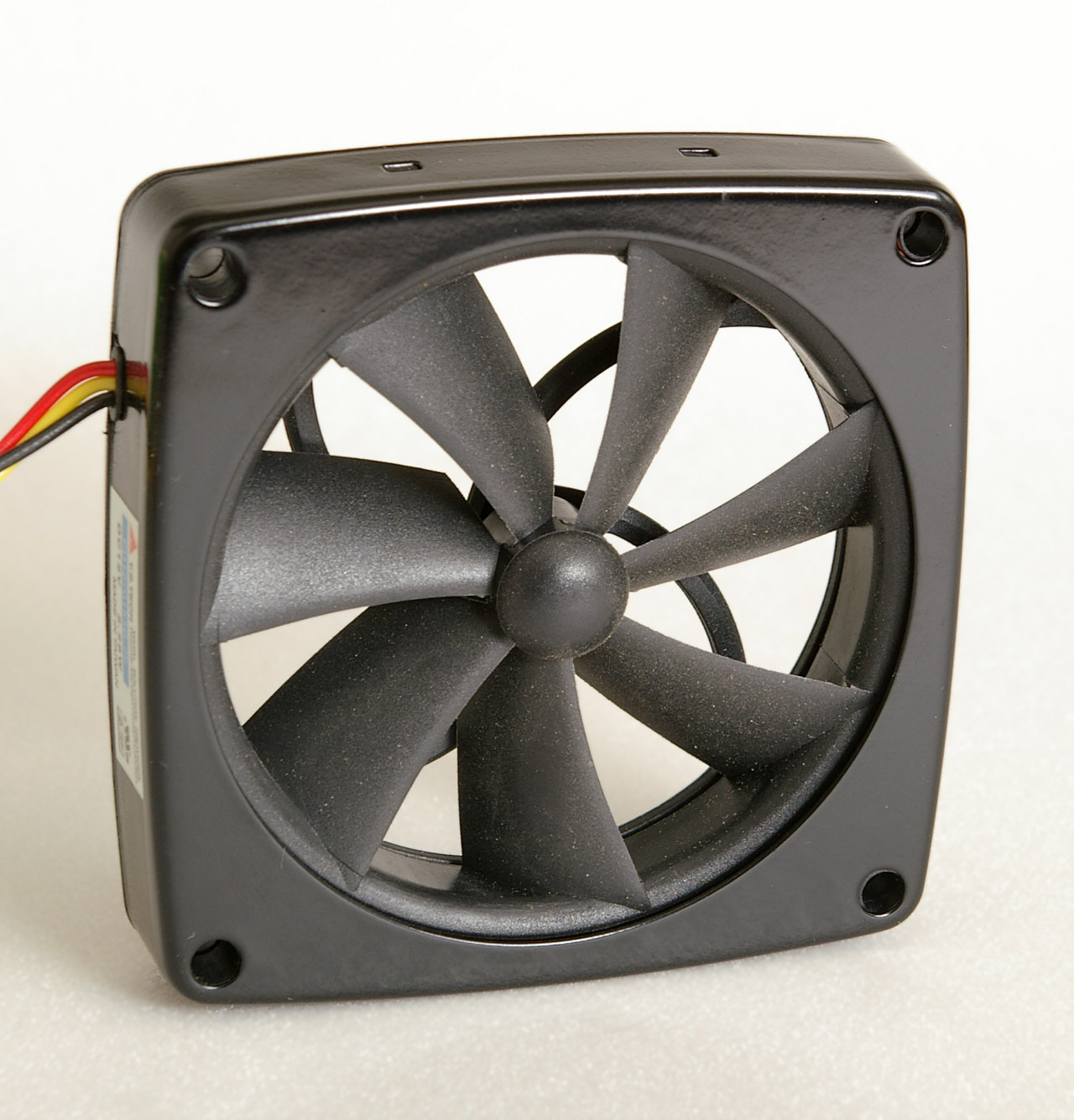
An axial box fan for cooling electrical equipment

Quạt hướng trục là một loại quạt có cánh quạt được buộc song song với trục quạt, và chúng tạo ra luồng không khí di chuyển theo hướng song song với trục quay. Loại quạt này được sử dụng trong nhiều ứng dụng khác nhau, từ những chiếc quạt nhỏ để làm mát các thiết bị điện tử đến những chiếc quạt khổng lồ được sử dụng trong các hệ thống giải nhiệt tòa nhà. Quạt hướng trục cũng được ứng dụng trong các hệ thống điều hòa không khí và các quy trình công nghiệp.
Quạt hướng trục tiêu chuẩn thường có đường kính từ 300-400 mm hoặc 1.800-2.000 mm, và chúng hoạt động dưới áp suất lên đến 800 Pa. Loại quạt đặc biệt được sử dụng làm tầng nén hạ áp trong động cơ máy bay. Một ví dụ về quạt hướng trục là:
- Một chiếc quạt bàn thông thường bao gồm các phần sau: cánh quạt, đế, phần ứng và dây dẫn, động cơ, bộ phận bảo vệ cho cánh quạt, vỏ động cơ, hộp số bộ dao động và trục bộ dao động. Bộ dao động giúp quạt di chuyển từ một bên sang một bên khác. Trục của bộ dao động được nối với hai đầu của động cơ, một đầu của trục được gắn với cánh quạt và đầu còn lại được gắn với hộp số dao động. Vỏ động cơ kết nối với hộp số để chứa các phần rôto và stato. Trục bộ dao động kết hợp bệ cân và hộp giảm tốc. Vỏ động cơ bảo vệ cơ chế dao động bên trong. Bộ phận bảo vệ cho cánh quạt được kết nối với vỏ động cơ để đảm bảo an toàn.
- Quạt hút gia đình được treo trên tường hoặc trần nhà và được sử dụng để loại bỏ độ ẩm và không khí ô nhiễm trong không gian sống. Quạt hút phòng tắm thường có cánh quạt 4 inch (100 mm), trong khi quạt hút nhà bếp thường có cánh quạt 6 inch (150 mm) vì kích thước căn phòng thường lớn hơn. Một số quạt hút hướng trục cũng được sử dụng trong các phòng tắm lớn hơn với cánh quạt 5 inch (125 mm), mặc dù chúng không phổ biến như quạt hút thông thường. Cần lưu ý rằng quạt hút hướng trục không phù hợp với đường ống dài hơn 3 hoặc 4 mét, tuỳ thuộc vào số lần uốn cong trong đường ống. Điều này vì áp suất không khí tăng lên trong hệ thống đường ống dài hơn sẽ làm giảm hiệu suất hoạt động của quạt.
- Quạt cơ điện được xếp hạng và phân loại dựa trên tình trạng, kích thước, tuổi thọ và số lượng cánh quạt. Thiết kế với bốn lưỡi quạt là phổ biến nhất. Thiết kế với năm hoặc sáu lưỡi quạt rất hiếm. Vật liệu chế tạo các bộ phận, chẳng hạn như đồng thau, cũng là yếu tố quan trọng tạo nên sự hấp dẫn của quạt.
- Quạt trần là một loại quạt được gắn lên trần nhà. Thường thì quạt trần hoạt động ở mức tốc độ thấp và không có bộ phận bảo vệ cho cánh quạt. Quạt trần được sử dụng phổ biến cả trong các khu vực dân cư và khu vực thương mại/công nghiệp.
- Trong ô tô, quạt được sử dụng để làm mát động cơ và ngăn động cơ quá nóng bằng cách thổi hoặc hút không khí qua bộ tản nhiệt chứa chất làm mát. Quạt có thể được điều khiển bằng cơ hoặc điện. Trong trường hợp điều khiển bằng cơ, quạt có thể được kích hoạt bằng cách dẫn động từ trục khuỷu của động cơ thông qua dây đai và ròng rọc. Trong trường hợp điều khiển bằng điện, quạt có thể được bật hoặc tắt bằng công tắc điều nhiệt.
- Quạt máy tính được sử dụng để làm mát các linh kiện điện tử bên trong máy tính và cũng thường được tích hợp trong đế tản nhiệt cho laptop.
- Quạt được sử dụng bên trong bộ khuếch đại công suất âm thanh để hút nhiệt ra khỏi các bộ phận điện tử.
- Quạt có bước thay đổi được sử dụng để điều chỉnh áp suất tĩnh trong hệ thống đường ống cấp khí. Các cánh quạt được thiết kế để xoay xung quanh một trung tâm điều khiển bước. Bánh xe của quạt sẽ quay với một tốc độ cố định, trong khi các lưỡi quạt điều chỉnh theo trung tâm điều khiển bước. Khi trục di chuyển về phía rotor, góc của các lưỡi quạt sẽ tăng lên, và kết quả là lưu lượng khí được tăng lên. Điều này cho phép kiểm soát chính xác áp suất và lưu lượng khí trong hệ thống đường ống.

### Quạt ly tâm
Quạt ly tâm, còn được gọi là "lồng sóc" hoặc "quạt cuộn", có một phần di động gọi là "cánh quạt". Cánh quạt này được bố trí xung quanh một trục trung tâm và hình thành một mẫu xoắn ốc hoặc gân xương. Quạt ly tâm thổi không khí theo hướng vuông góc với phần vào của quạt và quay khí ra phía ngoài qua sự lệch hướng và lực ly tâm.
Khi cánh quạt quay, không khí được hút vào quạt gần trục và di chuyển vuông góc từ trục đến mở rộng ở dạng cuộn của vỏ quạt. Quạt ly tâm tạo ra áp suất lớn hơn cho một lượng không khí nhất định và được sử dụng khi muốn tăng áp suất, chẳng hạn như trong máy thổi lá, máy sấy, máy bơm nệm hơi, cấu trúc bơm hơi, điều khiển khí hậu trong các thiết bị xử lý không khí và các mục đích công nghiệp khác. Thường thì quạt ly tâm gây tiếng ồn hơn so với các loại quạt hướng trục tương tự (tuy nhiên, một số loại quạt ly tâm có thể hoạt động êm hơn, chẳng hạn như trong các thiết bị xử lý không khí).

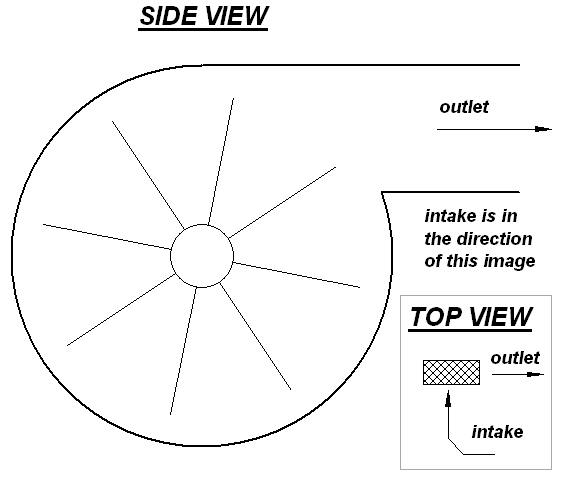
Sơ đồ của một quạt ly tâm, có một góc nhìn từ trên để hiển thị dòng không khí
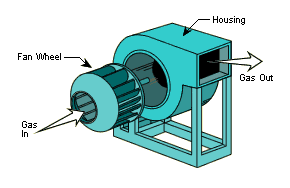
Quạt ly tâm tiêu chuẩn
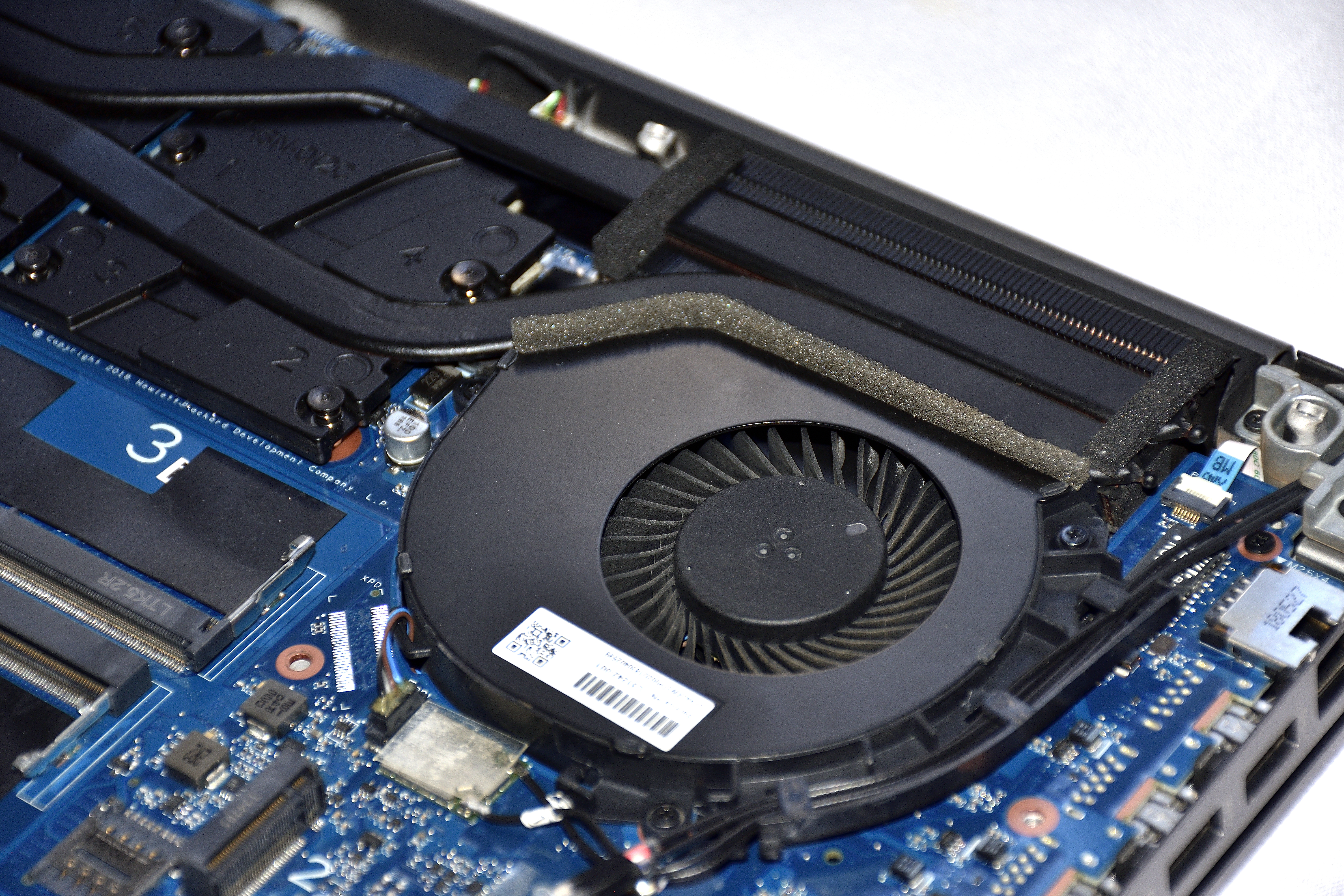
Quạt làm mát ly tâm được lắp đặt trong một laptop di động HP ZBook. Quạt làm lưu thông không khí qua tấm nhiệt chứa một cặp ống nhiệt

### Quạt chảy chéo

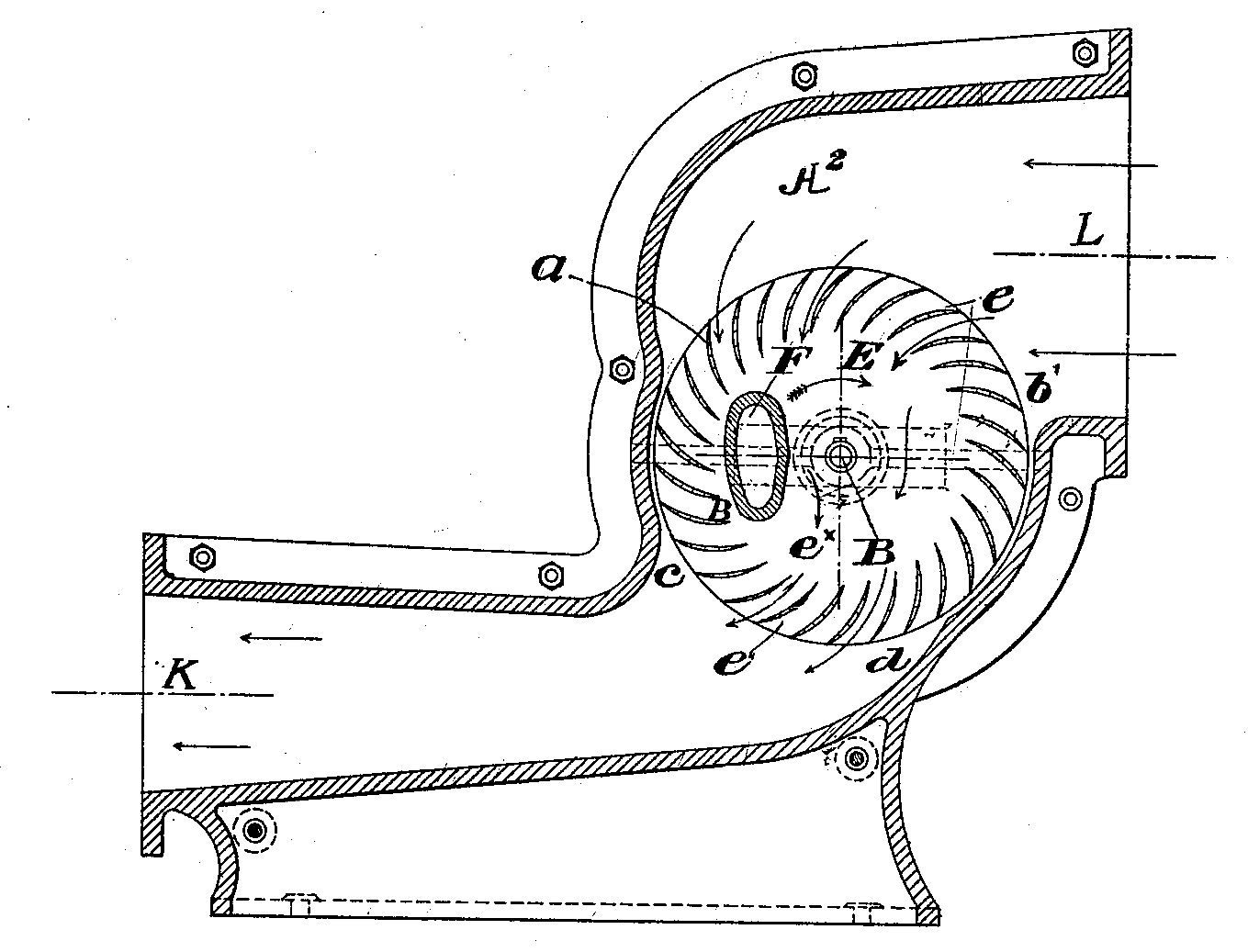
Phần mặt cắt ngang của một quạt chảy chéo, từ bằng sáng chế năm 1893. Quạt quay theo chiều kim đồng hồ. Hướng dẫn dòng F thường không có trong các thiết kế hiện đại.

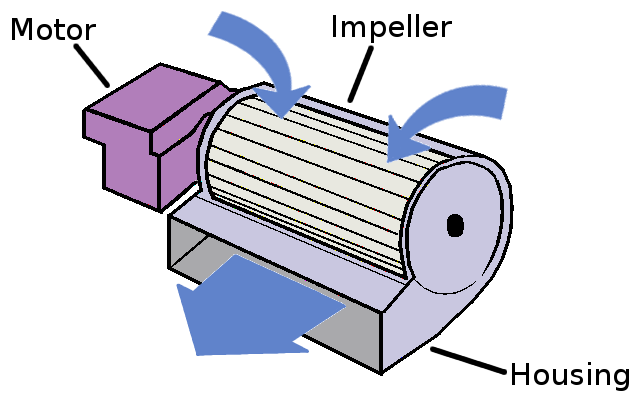
Quạt chảy chéo

Quạt chảy chéo hoặc tangential, đôi khi được gọi là ống dẫn quạt, đã được Paul Mortier đăng ký bằng sáng chế vào năm 1893, và được sử dụng rộng rãi trong hệ thống sưởi, thông gió và điều hòa không khí (HVAC), đặc biệt là trong máy điều hòa không khí phân tách không ống. Quạt thường có chiều dài lớn so với đường kính của nó, do đó dòng chảy gần như hai chiều ở các phần còn lại của quạt. Quạt chảy chéo sử dụng một impeller với các lưỡi cắt uốn lượn về phía trước, được đặt trong một vỏ gồm một tường sau và một tường xoáy. Khác với các máy ly tâm, dòng chính di chuyển chéo qua impeller, đi qua lưỡi cắt hai lần

### Quạt không cánh

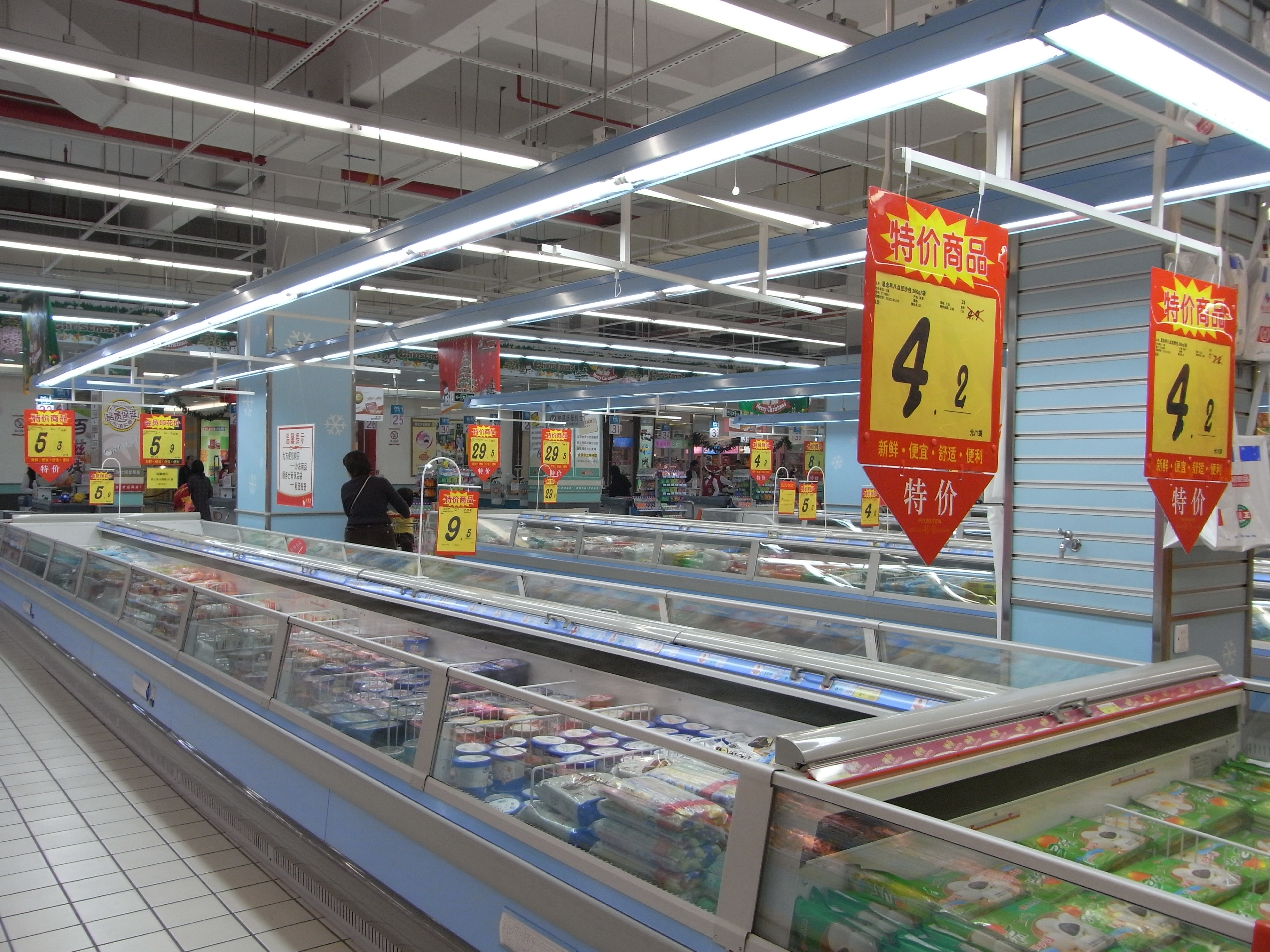
Tủ lạnh mở với một lớp rèm không khí. Không khí làm mát lưu thông qua thức ăn thông qua khe tối thấy ở phía sau của tủ lạnh và qua một lưới không nhìn thấy phía trước.

Quạt Dyson Air Multiplier, được ra mắt vào năm 2009, đã đưa vào sử dụng một thiết kế từ năm 1981 của Toshiba, tạo ra một quạt không có cánh quạt truyền thống và không có các bộ phận chuyển động hiển thị bên ngoài (trừ khi có các tính năng bổ sung như dao động và điều chỉnh hướng). Quạt không cánh tạo ra một lượng không khí nhỏ nhưng áp suất cao trong một không gian bên trong đế, thay vì làm lộ ra ngoài như quạt truyền thống. Điều này tạo ra một dòng chảy không khí lớn hơn, diễn ra chậm hơn, thông qua một lỗ hình tròn hoặc hình bầu dục, nhờ áp suất thấp tạo ra bởi hình dạng bề mặt cánh quạt (gọi là hiệu ứng Coandă).
Rèm gió và cửa gió cũng tận dụng hiệu ứng này để giữ không khí ấm hoặc mát trong các khu vực tiếp xúc mà không có mái che hoặc cửa. Rèm gió thường được sử dụng trên các thiết bị như tủ trưng bày sữa, tủ đông và tủ rau quả mở, giúp giữ lại không khí lạnh bên trong bằng cách sử dụng luồng không khí lưu thông qua lỗ trưng bày. Luồng không khí này thường được tạo ra bởi một quạt ẩn trong đế của thiết bị. Các lưới thông gió tuyến tính trong hệ thống HVAC cũng sử dụng hiệu ứng này để tăng luồng không khí đồng đều trong phòng so với các ổ thông gió thông thường, đồng thời giảm năng lượng tiêu thụ bởi quạt của hệ thống xử lý không khí.

## Cấu tạo

### Các bộ phận chính của quạt
- Động cơ quạt: động cơ quạt là bộ phận tạo động lực bằng điện thông qua nguyên lý điện từ . Động cơ chính là con tim tạo nên sức gió cho chiếc quạt. Động cơ quạt điện ngày nay được tạo ra với những tiêu chuẩn khắt khe về hiệu suất của động cơ, độ rung, tiếng ồn khi hoạt động. Chiếc quạt được coi là chất lượng tốt nếu như có độ rung, tiếng động yếu và ít tạo ra sức nóng.
- Cánh quạt: là bộ phận trực tiếp tạo ra gió. Thông qua tác động quay của động cơ làm cánh quạt chuyển động, sự chuyển động này tạo nên sự chênh lệch áp suất giữa phía trước sau và từ đó tạo nên gió. Ngày nay một số mẫu cánh sau: loại 3 hoặc 5 cánh, loại cánh mỏng và cánh dày. Yếu tố tạo nên hiệu quả cho cánh đó là sức gió mạnh khi quạt chạy, thiết kế cánh sẽ quyết định điều này.
- Lồng quạt: là bộ phận đơn giản nhất của quạt nhưng lại có ý nghĩa quan trọng có tác dụng bảo vệ tránh nguy hiểm tới người sử dụng quạt, tránh những va chạm giữa quạt với người sử dụng.
- Thân quạt: Thân quạt là phần đỡ động cơ và cánh quạt giúp cho quạt đứng được đúng vị trí khi hoạt động. Thân quạt thường được thiế kế động có thể tháo lắp vào hoặc tháo ra khi cần thiết.
- Đế quạt: chỉ có bảng mạch nhỏ chia số hoặc là nơi nhận nguồn điện từ dây diện.

### Cấu tạo phần động cơ của quạt

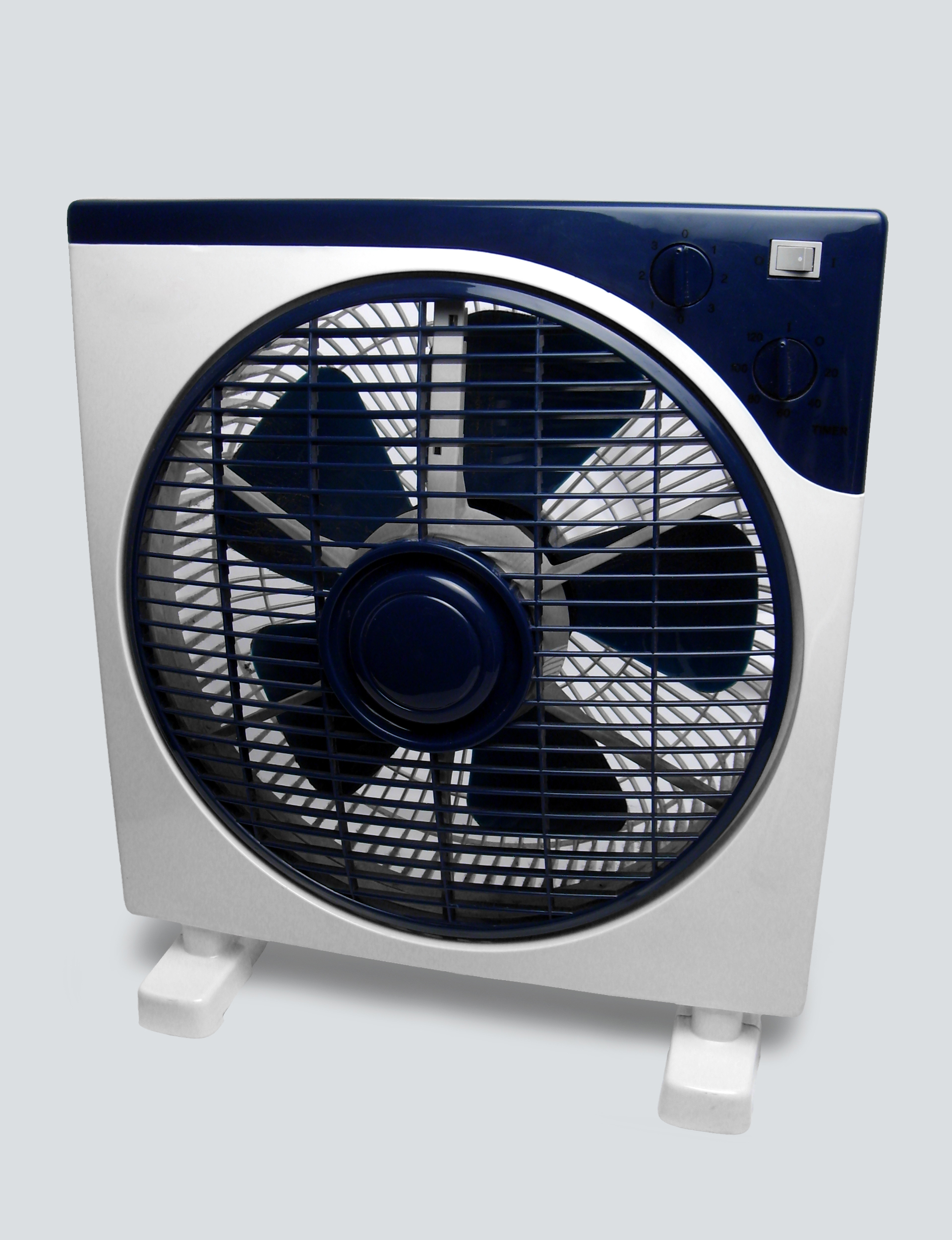
Quạt đặt dưới đất

- Cuộn dây đồng quấn trên lõi sắt từ (stator) gồm nhiều tấm tôn silic mỏng ghép lại với nhau để tránh dòng điện Phu-cô.
- Rotor cũng được làm bằng nhiều lá thép mỏng ghép lại và có phần nhôm đúc nối với cốt thép để gắn cánh quạt và phần đuôi nhằm tạo chuyển động cho bộ chuyển hướng.
- Tụ điện để tạo ra dòng điện lệch pha.
- Vỏ nhôm để ghép giữa rotor và stator.
- Bạc thau có ổ giữ dầu bôi trơn để giảm lực ma sát.

## Nguyên lý hoạt động
Khi có dòng điện chạy trong dây dẫn quấn trên lõi sắt từ (hay gọi là phe silic) được làm bằng tôn silic mỏng ghép nhiều miếng lại với nhau sẽ tạo ra một lực tác động lên rotor. do vị trí các cuộn dây (dây chạy và dây đề) đặt lệch nhau và tác dụng làm lệch pha của tụ điện sẽ tạo ra trong lòng stator các lực hút không cùng phương với nhau (gọi chung là tác dụng của tụ điện chỉnh cho dòng điện đảo chiều AC chủ yếu tạo 1 chiều quay cho cánh quạt). Vì hai lực hút lệch nhau về thời gian và phương nên sẽ tạo ra trong lòng stator một từ trường quay làm cho rotor quay được.
Để thay đổi tốc độ của quạt người ta quấn trên đó một số vòng dây chung với cuộn chạy, khi dòng điện tăng lên hoặc giàm đi do thay đổi điện trở của cuộn dây sẽ tạo ra một từ trường mạnh hơn hay yếu hơn sẽ làm quạt chạy nhanh hơn hoặc chậm hơn.

## Phân loại
Các loại quạt máy như:

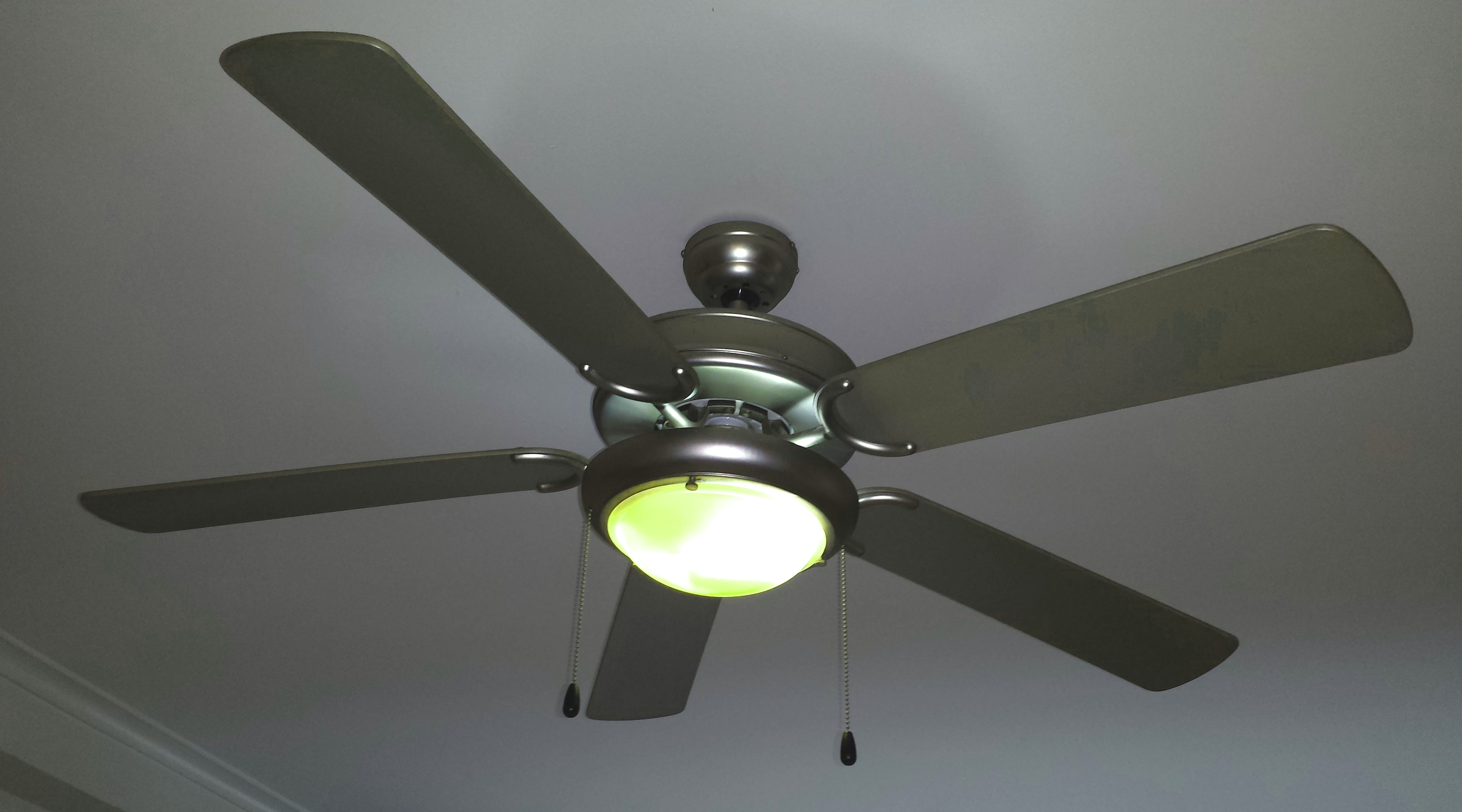
Quạt trần với đèn

- Quạt đứng: dùng để dưới đất, độ cao có thể thay đổi được, có thể xoay.
- Quạt để bàn: gồm quạt để bàn thông thường và quạt hộp. Quạt để bàn thông thường có thể xoay nhưng độ cao cố định. Quạt hộp thường có hai lớp cánh, có lợi ích là dễ di chuyển.
- Quạt trần: có hai dạng: quạt trần thông thường và quạt trần dùng trang trí.
- Quạt treo tường
- Quạt đá
- Quạt từ các công cụ điện tử
- Quạt hộp: Loại quạt này khá gọn gàng, hình chữ nhật, hình vuông hay hình cầu, có chắn quay theo các hướng khác nhau, tránh trẻ cho tay vào quạt, giữ an toàn nếu trong nhà có trẻ nhỏ.
- Quạt cây
- Quạt thông gió